# Mean to Me
Mean to Me ist ein populäres Musikstück, das von Fred Ahlert (Musik) und Roy Turk (Text) geschrieben wurde; der Song wurde 1929 veröffentlicht, chartete mehrfach und entwickelte sich zum Jazzstandard.

## Kennzeichen des Songs
In Mean to Me beklagt sich der Sänger bei der von ihm geliebten Person über die gedankenlose schlechte Behandlung; nie erfolgt ein Anruf und es wird sogar in Gegenwart Dritter geschimpft. Dabei wird nicht ganz klar, ob diese Klagen ernst gemeint sind oder nicht eher eine Art Neckerei unter Liebenden sind. Der Text spielt mit der doppelten Bedeutung von 'mean to me': Einmal im Sinne von 'gemein zu mir' und einmal im Sinne von 'was du mir bedeutest'.
Der 32-taktige Song ist in der Liedform AA'BA" gehalten und „rhythmisch wie melodisch ausgewogen aufgebaut.“ Dabei wirkt das in Dur gehaltene Thema mit dem sequenzartig aufsteigenden Hauptmotiv fröhlich. In den A-Teilen ist das grundlegende Akkordschema II-V-I, das jedoch jedes Mal leicht abgewandelt wird; der B-Teil beginnt auf der Subdominante und führt über dessen Moll-Parallele zur Dominante. Nach Ansicht von Alec Wilder ist die Basslinie ungewöhnlich innovativ für einen Song aus den späten 1920er Jahren.

## Erste Aufnahme
Ruth Etting sang 1929 die Originalversion. „Im Verse (der heute meist nicht mehr gesungen wird) und in der Themenvorstellung wirbt sie zart-schmachtend und mit Understatement um den Liebsten. Doch nach einem Zwischenspiel mit einer schluchzenden Kaffeehausgeige scheint sie mit den Tränen zu kämpfen.“ Die Platte verkaufte sich mehr als eine Million mal; der Song kam in den amerikanischen Charts auf Platz 3.

## Weitere Versionen
Im gleichen Jahr wurden noch weitere Interpretationen von Annette Hanshaw und Helen Morgan veröffentlicht; Morgans Version kam auf Platz 13 der amerikanischen Charts. Billie Holiday nahm den Song 1937 mit Teddy Wilson auf; diese Version war vier Wochen auf Platz 7 der amerikanischen Charts. In der Folge dieser Interpretation – nach Marcus A. Woelfle „ein Höhepunkt in der Zusammenarbeit der Sängerin und des geistesverwandeten Tenoristen Lester Young, der hier eines seiner besten Soli blies“ – entdeckten Jazzmusiker das Potenzial des Songs. Musikalisch herausragend sind die Aufnahmen von Sarah Vaughan (1945 mit Dizzy Gillespie, 1950 mit Budd Johnson). Ella Fitzgerald nahm den Song in ihrem Album Ella Swings Brightly with Nelson 1962 für Verve mit dem Orchester von Nelson Riddle auf, das 1963 mit einem Grammy Award für die beste weibliche Solo-Gesangsdarbietung ausgezeichnet wurde; eine weitere Einspielung von ihr mit dem Pianisten Oscar Peterson stammt aus dem Jahr 1975 (Ella and Oscar; Pablo Records). Auch Linda Ronstadt nahm den Song mit Nelson Riddle für ihr Album Lush Life (1984) auf. Rachel Gould hat 1993 den Song mit Blueselementen angereichert. Zu erwähnen sind weiterhin Interpretationen von Betty Carter und Helen Humes, aber auch Instrumentalfassungen von Nat Adderley, Curtis Counce sowie von Barney Kessel mit Ray Brown und Shelly Manne.

## Verwendung im Film und auf der Bühne
Der Song wurde mehrfach in Spiel- und Dokumentarfilmen eingesetzt:
- Love Me or Leave Me (1955, interpretiert von Doris Day)
- Lady Sings the Blues (1972, Diana Ross)
- Stepping Out (1991, Liza Minnelli)
- Made (2001, Dean Martin)
- Bukowski: Born into This (2004, Diane Schuur)

Auch ist der Song Bestandteil des Musicals Ain’t Misbehavin’, das seit 1978 immer wieder aufgeführt wird.

## Einzelanmerkungen
1. 1 2 3  Marcus A. Woelfle in: Schaal: Jazz-Standards. S. 309ff.
2. 1 2 3 4  Songporträt bei jazzstandards.com